# Ricardo Fuente
Ricardo Fuente Asensio (Madrid, c. 1866-Madrid, 11 de enero de 1925) fue un periodista y publicista español, de ideología republicana. Intervino en la fundación de la Hemeroteca Municipal de Madrid, de la que fue su primer director.

## Biografía
Nacido en Madrid en 1866 o 1870, colaboró en Germinal y fue redactor de La Universidad, La Democracia Social y El Mediodía, además de director de El País entre 1901 y 1910 y El Radical. Formó parte a partir de 1895 de la Asociación de la Prensa de Madrid.

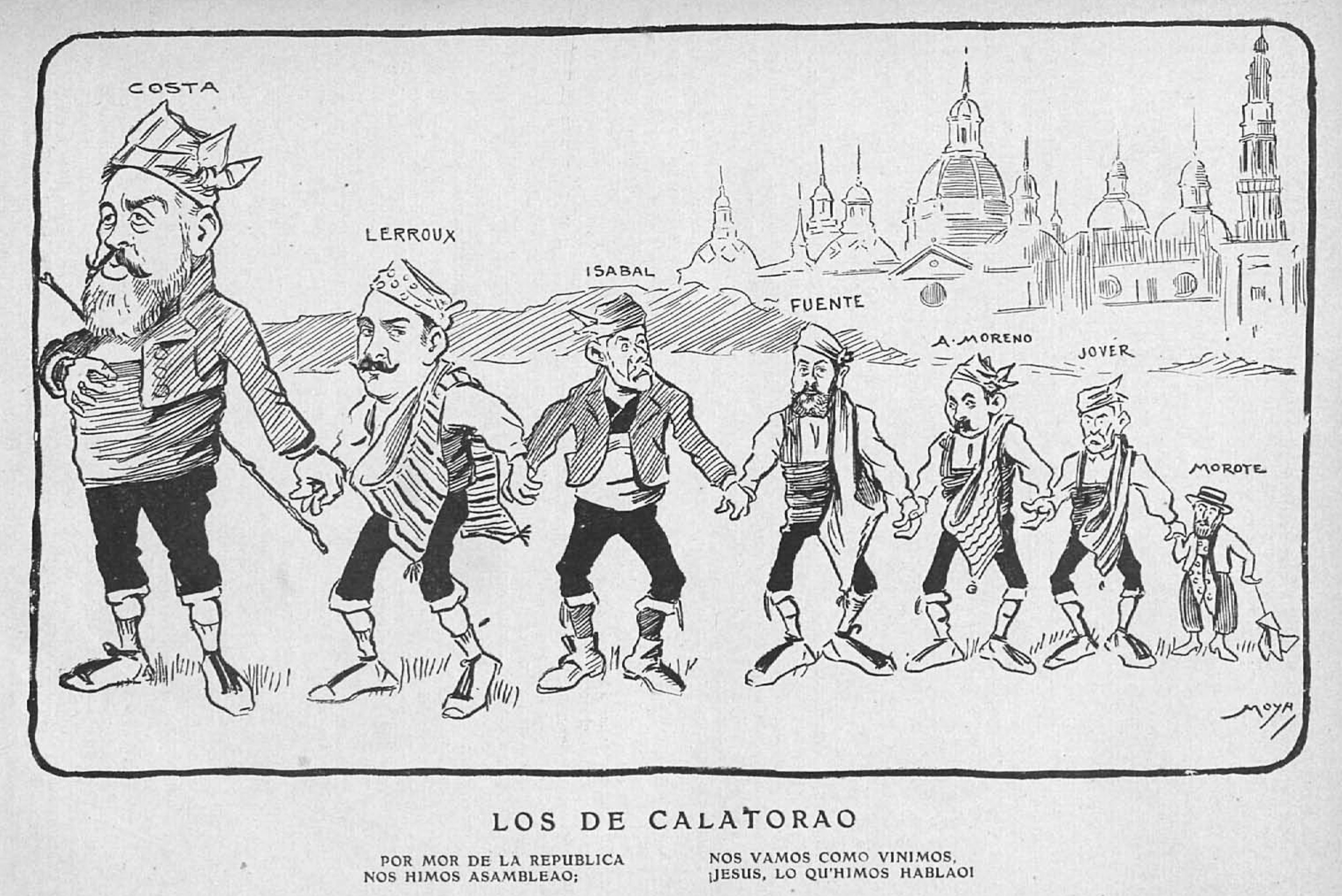
Caricatura de 1906 en la que aparecen frente a la basílica del Pilar, de izquierda a derecha, los republicanos Joaquín Costa, Alejandro Lerroux, Marceliano Isábal, Ricardo Fuente, A. Moreno, Eusebio Jover y Luis Morote.

Fue fundador junto a Lerroux y Soriano de la Federación Revolucionaria, en 1901. Lerrouxista, fue candidato al Congreso por el distrito tarraconense de Tortosa en 1903 con Unión Republicana, aunque no consiguió acta de diputado, como tampoco la logró en ocasiones posteriores. 
Fue uno de los promotores de la fundación de la Liga Republicana Española en Argentina, país donde logró financiación para el movimiento republicano español, e intervino en la fundación de la Hemeroteca Municipal de Madrid, de la que fue primer director.
Autor, entre otras, de la obra Reyes, favoritas y validos (1918), falleció en Madrid en enero de 1925 y fue enterrado en el cementerio civil de la ciudad.